# Zwerg-Baldrian
Der Zwerg-Baldrian (Valeriana supina) ist eine mehrjährige Pflanze aus der Unterfamilie der Baldriangewächse (Valerianoideae).

## Merkmale
Der Habitus der Zwerg-Baldrians ist sehr verschieden von dem der anderen Baldrian-Arten. Er besitzt ausläuferartige, waagerecht wachsende Sprosse, von dem 5 bis 10 cm hohe Seitenzweige aufsteigen. Hierdurch bildet er niedrige Polster mit einer Ausdehnung von typischerweise 10 bis 30 cm Durchmesser.
Die blassrosa Blüten mit etwa 5 mm langer Krone sitzen dicht in kopfigen Blütenständen, und nicht wie bei den anderen Baldrian-Arten in ausgedehnten Trugdolden.
Die deutlich bewimperten Laubblätter sind stets ganzrandig. Sie sind umgekehrt eiförmig oder spatelförmig, das heißt im oberen Abschnitt breiter als im unteren. Meist sind die Flanken der Blätter U-förmig nach oben gebogen.
Blütezeit ist von Juli bis August.
Die Chromosomenzahl der Art ist 2n = 16.

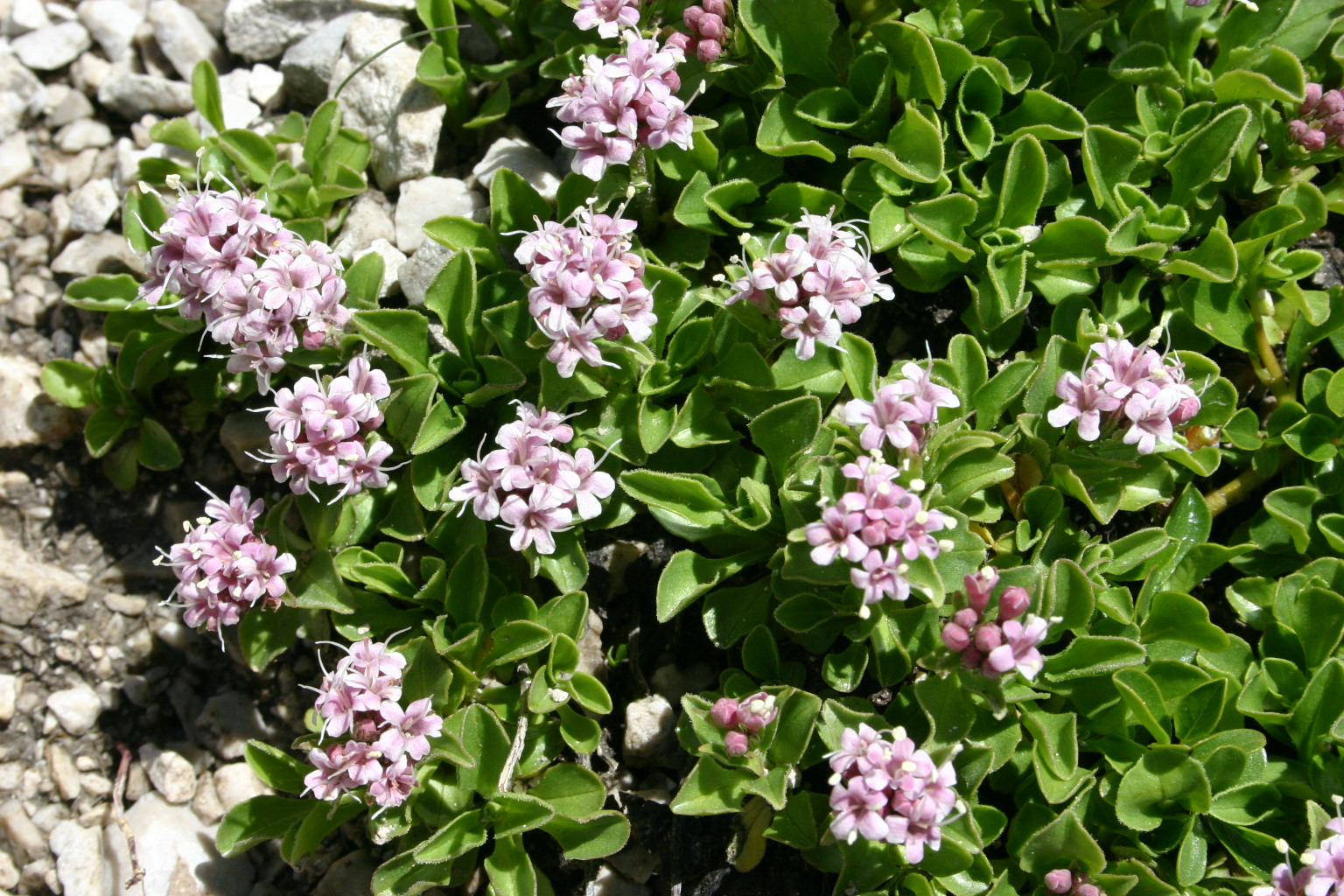
Zwerg-Baldrian (Valeriana supina)

## Vorkommen
Der Zwerg-Baldrian kommt ausschließlich in den Ostalpen (bis Graubünden) vor, und zwar in der Regel in Höhenlagen zwischen 1500 m und 2800 m NN. Er zieht Kalkboden vor und wächst auf Kalkschutt oder in Schneetälchen. Er ist eine Charakterart des Thlaspietum rotundifolii, kommt aber auch in Gesellschaften des Arabidion caeruleae vor. Das Verbreitungsgebiet umfasst Deutschland, die Schweiz, Österreich, Italien und Slowenien.
In den Allgäuer Alpen steigt er im Tiroler Teil am Hohen Licht bis zu 2550 m Meereshöhe auf.
Die ökologischen Zeigerwerte nach Landolt & al. 2010 sind in der Schweiz: Feuchtezahl F = 3 (mäßig feucht), Lichtzahl L = 5 (sehr hell), Reaktionszahl R = 5 (basisch), Temperaturzahl T = 1 (alpin und nival), Nährstoffzahl N = 2 (nährstoffarm), Kontinentalitätszahl K = 3 (subozeanisch bis subkontinental).
In Österreich zerstreut in den Bundesländern Steiermark, Kärnten, Salzburg, Tirol und Vorarlberg. In Oberösterreich nur auf dem Dachstein.